# Високий Гелль
Високий Гелль (нім. Hoher Göll) — найвища вершина гірського масиву Гелль на східному краю Берхтесгаденських Альп, яка знаходиться на висоті 2522 м над рівнем моря. По вершині проходить кордон між районом Берхтесгаден у Баварії (Німеччина) і округом Галлайн у Зальцбурзі (Австрія). Високий Гелль височіє над долиною річки Зальцах на висоті у понад 2000 м. Одне із найвідоміших зображень гори з боку Баварії є відображення Високого Ґелля в Гінтерзее.

## Географічне розташування
Високий Гелль знаходиться в Берхтесгаденських Альпах близько 6 км (по прямій) на південний схід від Берхтесгадена і на захід від містечка Кухль. Південно-східні другорядні вершини Високого Гелля — це Каммершнайд (2306 м) і Задній Фраєк (2308 м), на півдні — Великий Арченкопф (2391 м), на південному заході — Бреттрідель (2344 м) і Високий Бретт (2340 м). Через хребет Маннльграт Високий Гелль з'єднаний з гірським відрогом Кельштайн.

## Розвиток туризму
До туристів на Високий Гелль ще раніше піднімалися місцеві мисливці. В 1800 році зальцбурзький студент теології Валентін Станіг був першим туристом, який піднявся на вершину з Еккерфірста після сходження на Великий Глокнер і Вацманн за місяць до цього. Перед від'їздом із Зальцбурга в 1802 році Станіг написав докладний звіт про свій гірський тур своєму спонсору Карлу фон Моллю, який був опублікований в журналі Німецької та Австрійської альпійської асоціації в 1881 році.

Перший чавунний хрест на вершині було встановлено вранці 12 липня 1885 року.

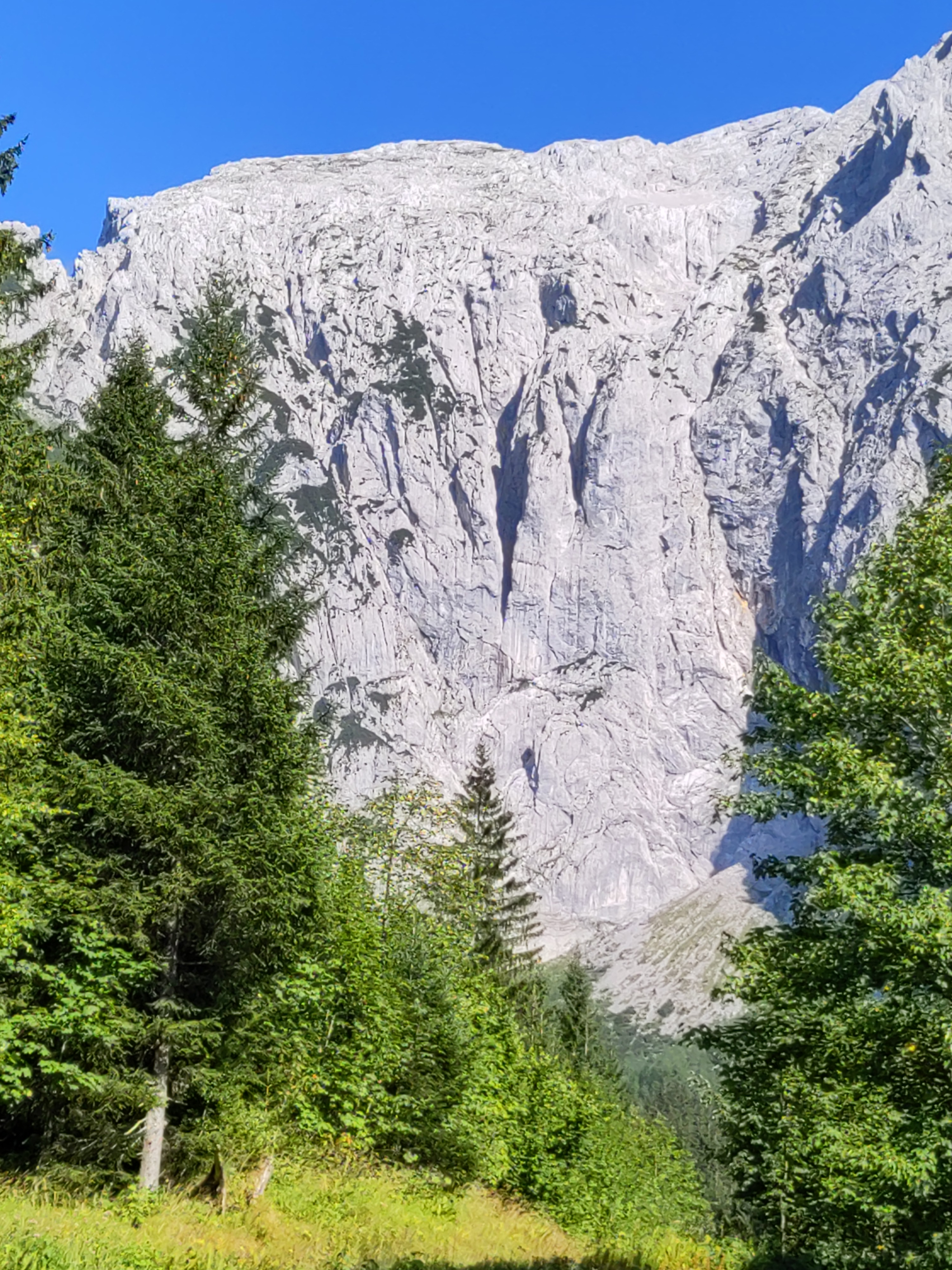
Західна сторона Високого Гелля з характерною воронкою посередині

## Галерея

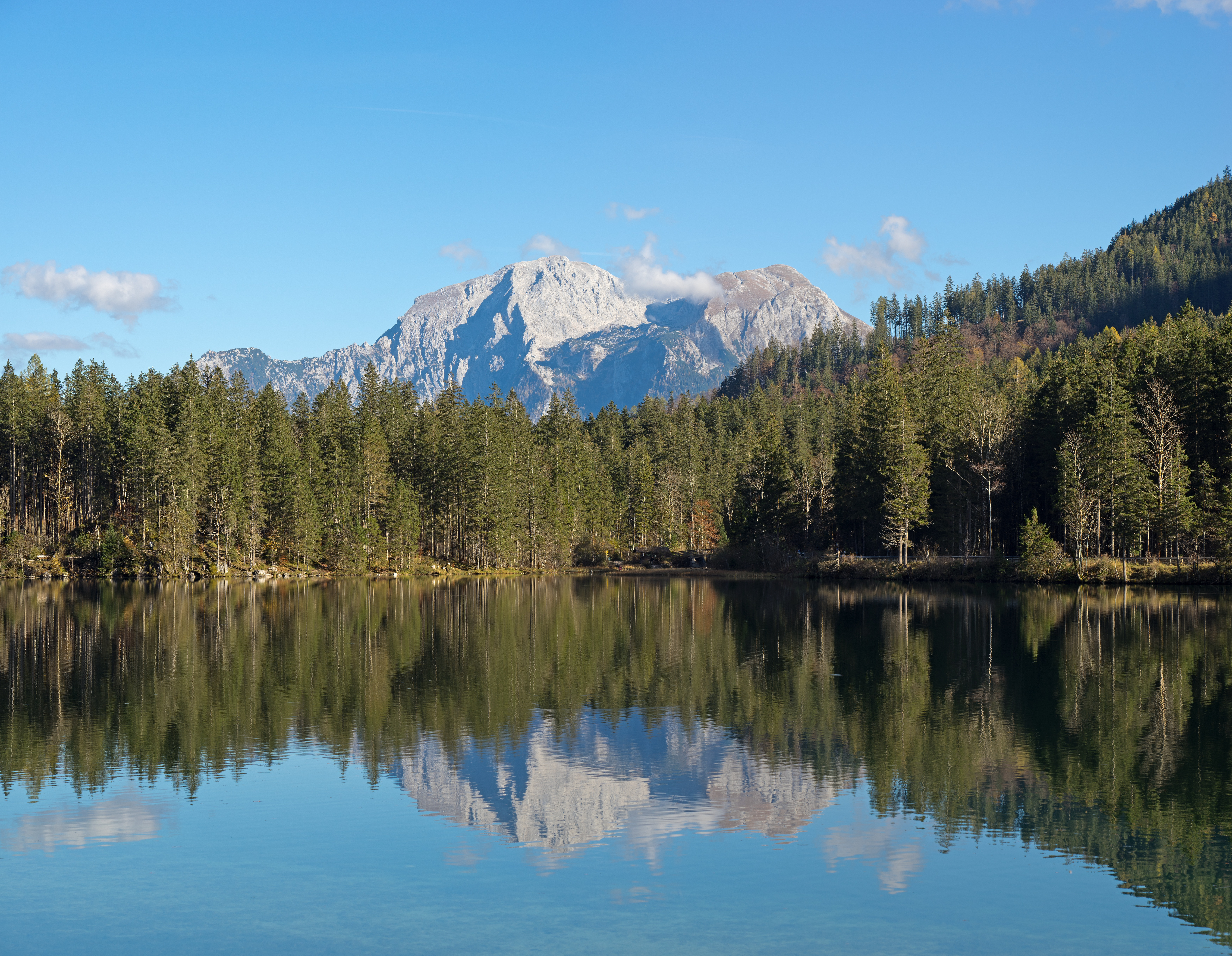
Відображення Гелля в Гінтерзее
Північна сторона
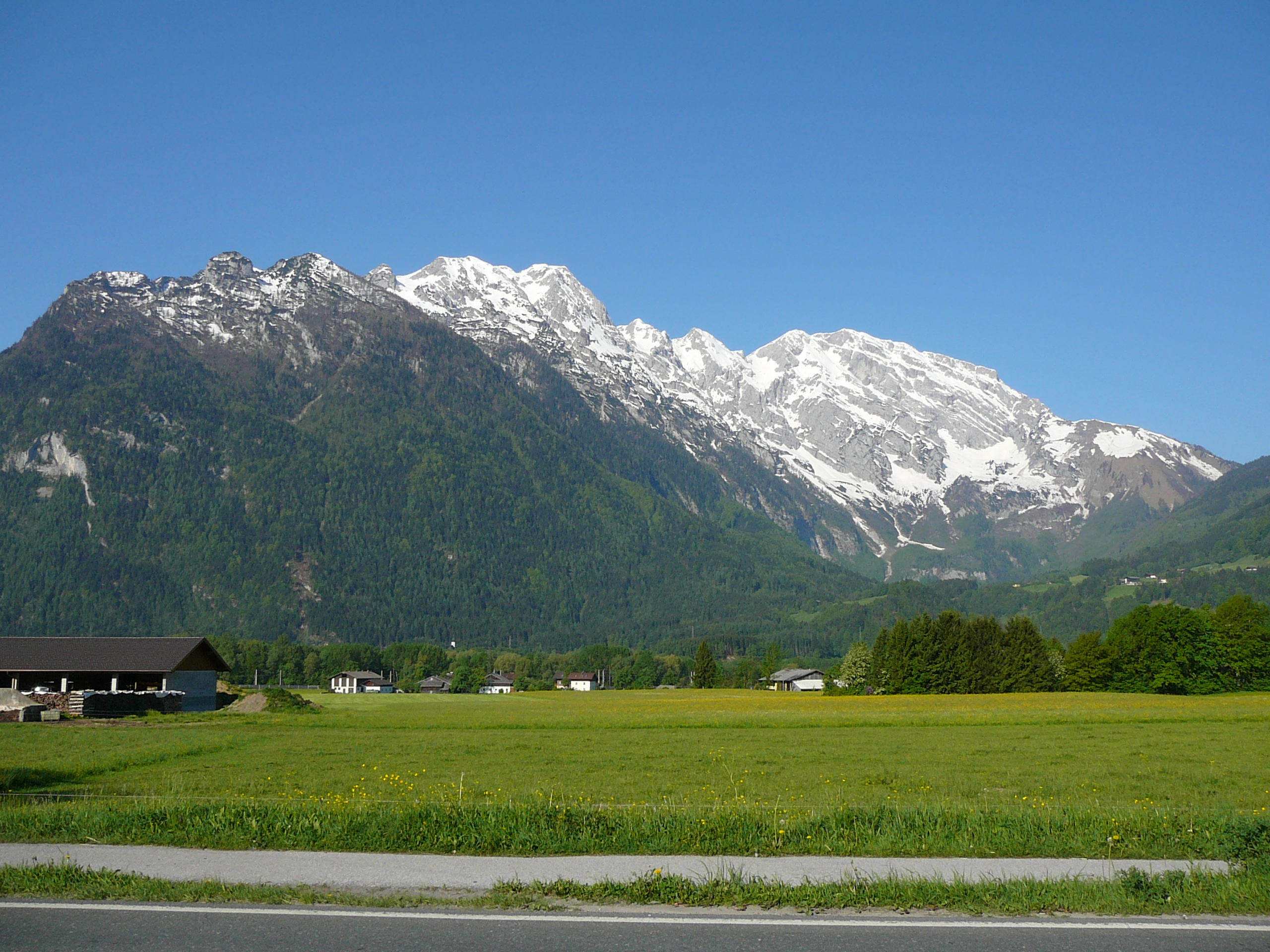
Високий Гелль (вершина праворуч) зі сходу (Кухль)
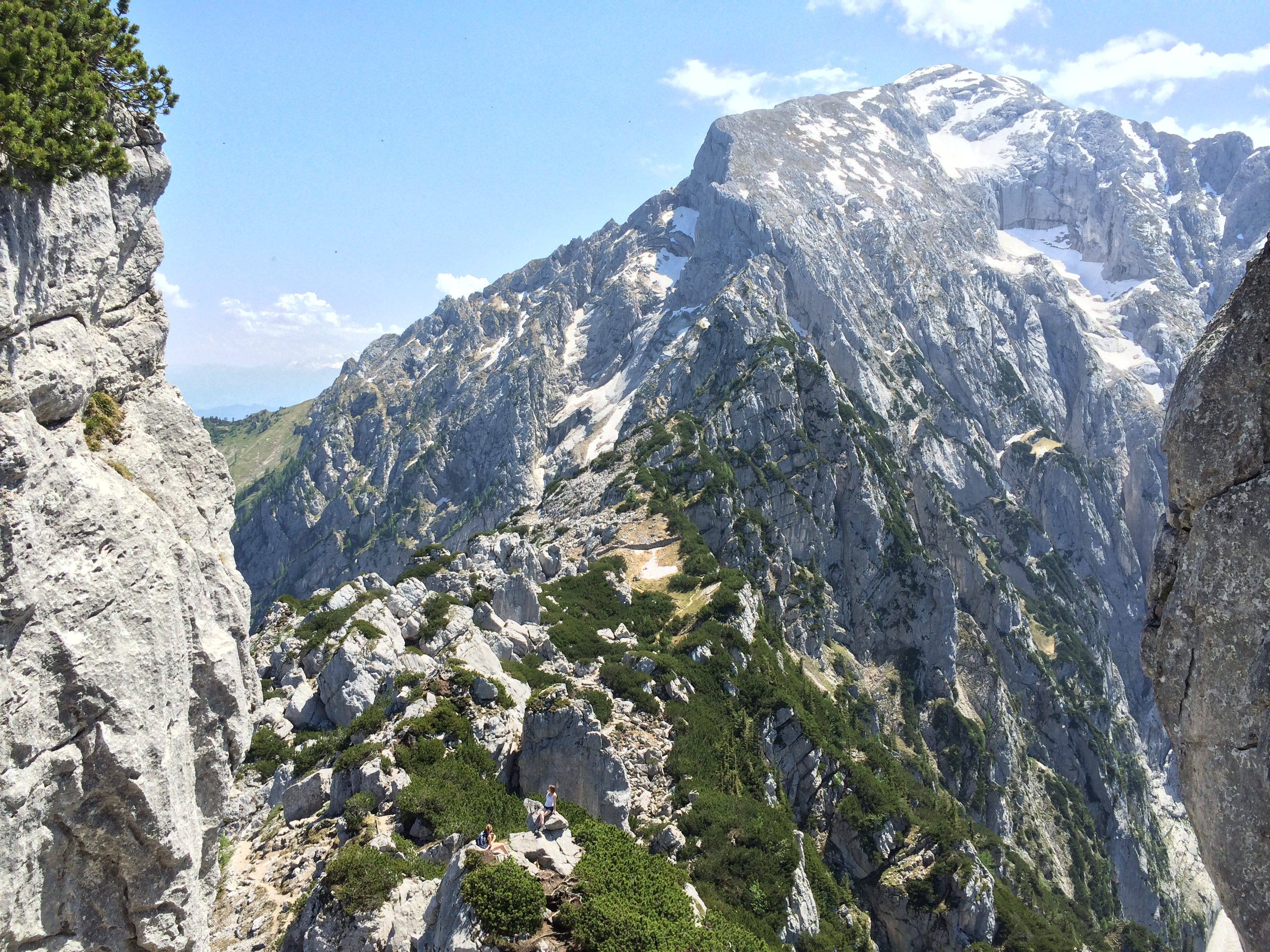
Хребет Маннльграт
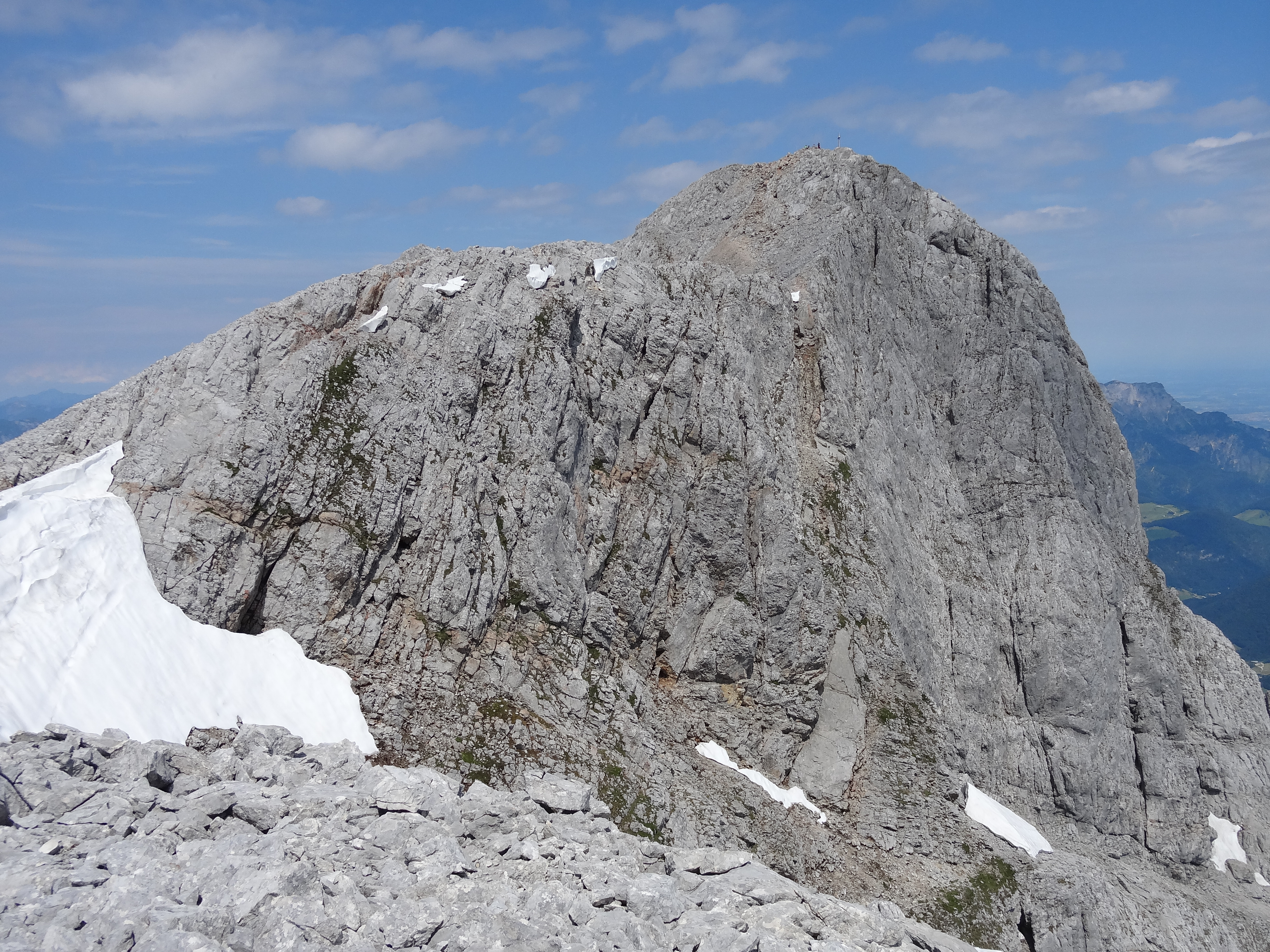
Район вершини з півдня
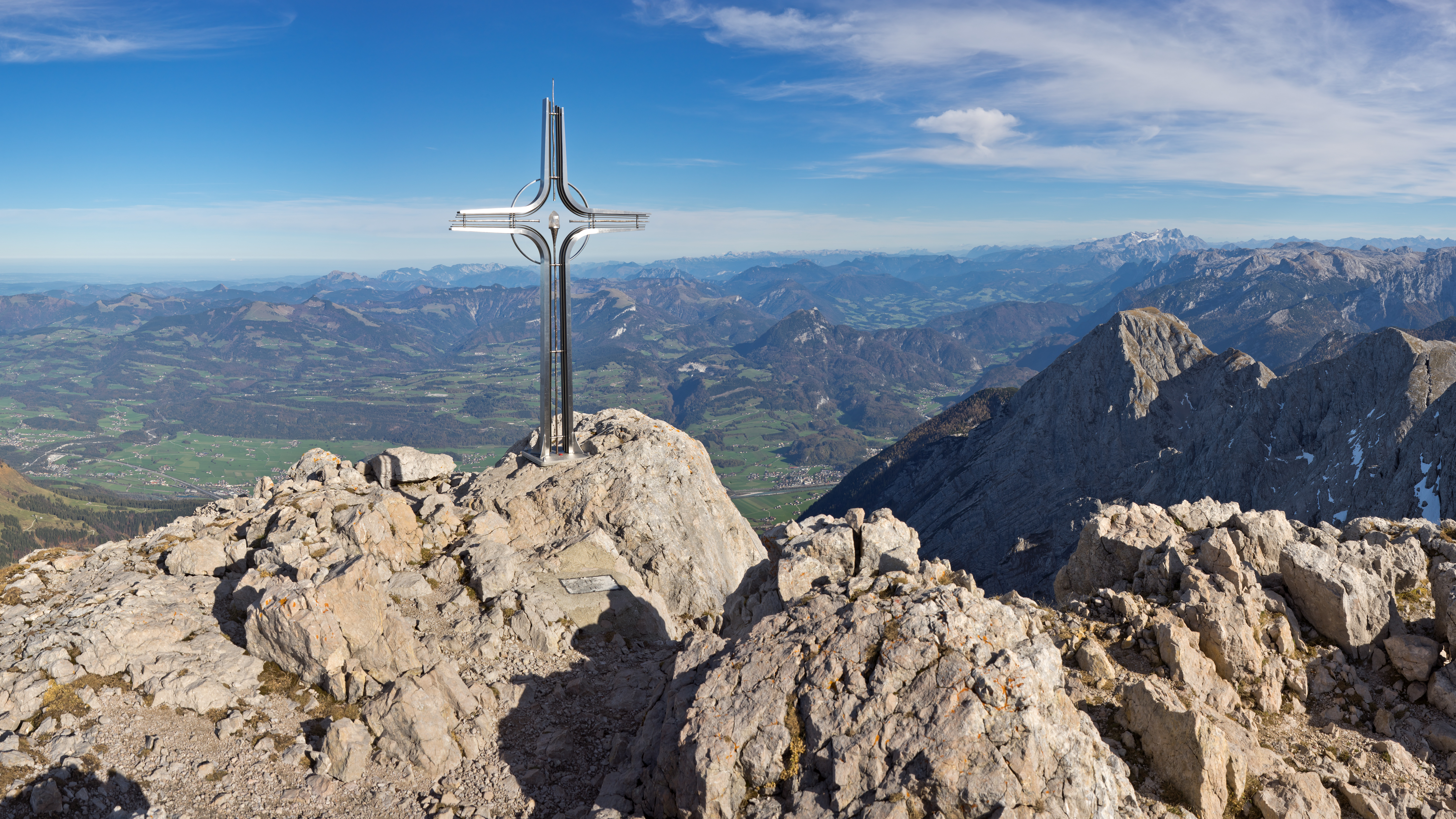
Хрест на вершині й панорама на схід